# Huize Djoerang
Huize Djoerang  is een landhuis in het Nederlandse dorp Zoelen, provincie Gelderland.

## Geschiedenis
Het huis is gebouwd in 1823, getuige een steen in de keukenmuur die dit jaartal vermeldt. In 1839 werd het huis gekocht door D.J.A.G.F. van der Steen. Het huis droeg destijds de naam Nieuw-Wadenstein.
Omstreeks 1850 kwam het huis in bezit van Catharinus Johannes Hasselman, een zakenman die in Nederlands-Indië actief was en in 1848 naar Nederland was teruggekeerd. Hasselman vernoemde het huis naar Djoerang, zijn vorige woonplaats op het eiland Java.
Rond 1850 is het huis aan de westzijde uitgebreid met een torenvormige aanbouw.
In het begin van de Tweede Wereldoorlog stonden er Nederlandse luchtdoelmitrailleurs tegenover Huize Djoerang. Bij een aanval van een Duits vliegtuig op 11 mei 1940 werden twee Nederlandse soldaten gedood; het vliegtuig werd uiteindelijk neergeschoten en stortte neer op het land van de familie Hasselman, waarna de Duitse piloot gevangen werd genomen.
In 2003 zijn Huize Djoerang, het omliggende park, de tuinmanswoning en het koetshuis als rijksmonument ingeschreven.

## Beschrijving
Het in empirestijl gebouwde huis bestaat uit een hoge middenpartij van twee verdiepingen. Aan weerszijden van de middenpartij bevinden zich zijvleugels van één bouwlaag. Onder het huis bevindt zich een kelder. Het gehele huis is gepleisterd. Het huis zelf is gebouwd in 1823, maar de aanbouw aan de westzijde dateert uit circa 1850.
De oorspronkelijke met dakpannen bedekte schilddaken zijn begin 20e eeuw vervangen door platte daken, met uitzondering van de aanbouw, dat nog steeds een schilddak met dakpannen heeft.

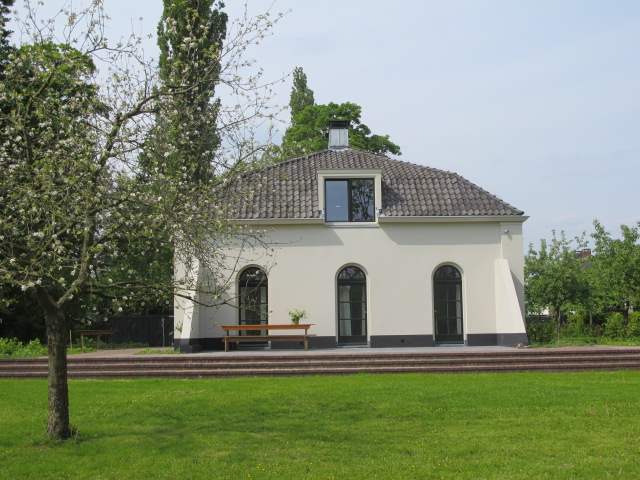
Koetshuis

Aan de oostzijde van Huize Djoerang staat een 19e-eeuws koetshuis met een mansardedak. Dit eveneens gepleisterde huis is verbouwd tot woning.
Rondom Huize Djoerang is een park aanwezig waarvan de structuur en diverse onderdelen wijzen op een aanleg rond 1840. Bij het huis zelf bevindt zich een tuin in landschapsstijl. Er zijn verder boomgaarden aanwezig en de voormalige tuinmanswoning. Langs de Linge is een parkbos aangelegd. In de tuin is een waterloop die vanuit de Linge is gegraven. Het water loopt rondom een eiland en eindigt in een vijver. Het eilandje is te bereiken via een houten bruggetje dat een zichtas biedt op de kerktoren van Zoelen. Langs de Linge is een kunstmatig heuveltje aanwezig dat diende als theezitje.